# Nguyễn Đại Năng
Nguyễn Đại Năng (tiếng Trung: 阮大能; ? – ?) là một y sĩ sống vào thời nhà Hồ trong lịch sử Việt Nam.

## Cuộc đời
Nguyễn Đại Năng là quê ở Giáp Sơn, sau là làng Hiệp Sơn, xã Hiệp An, huyện Kinh Môn (nay là phường Hiệp Sơn, thị xã Kinh Môn, tỉnh Hải Dương). Ông làm phương sĩ, chuyên dùng lửa và châm cứu để cứu người.
Năm 1403, vua Hồ Hán Thương lập ra cơ quan Quảng tế thự để chữa bệnh cho dân chúng, lấy Nguyễn Đại Năng làm Quảng tế thự thừa.
Nguyễn Đại Năng cũng am hiểu quân sự, giỏi bắn cung. Năm 1404, được triều đình trao việc quân, phong chức Sùng uy tướng quân.

## Tác phẩm
Nguyễn Đại Năng để lại tác phẩm Châm cứu tiệp hiệu diễn ca bằng chữ Nôm, hướng dẫn phương pháp châm cứu, kết hợp với thuốc để chữa trị nhiều chứng bệnh. Châm cứu tiệp hiệu diễn ca được xem là tác phẩm châm cứu đầu tiên của Việt Nam còn Nguyễn Đại Năng được xem như ông tổ ngành châm cứu.

## Tưởng niệm
Tên của Nguyễn Đại Năng được đặt tên cho một con đường ở thành phố Hải Dương, thị xã Kinh Môn (tỉnh Hải Dương), huyện Củ Chi (Thành phố Hồ Chí Minh).
Quảng trường trung tâm thị xã Kinh Môn được đặt tên là Quảng trường Nguyễn Đại Năng.